# Comitè Olímpic Andorrà
El Comitè Olímpic Andorrà (COA), és el Comitè Olímpic Nacional d'Andorra. Té 26 federacions, de les quals 18 corresponen a disciplines olímpiques.

## Federacions membres del COA

### Federacions olímpiques
- Federació andorrana d'atletisme
- Federació andorrana de basquetbol
- Federació andorrana de canoa-caiac
- Federació andorrana de ciclisme
- Federació andorrana d'esports de gel
- Federació andorrana d'esquí
- Federació andorrana de futbol
- Federació andorrana de gimnàstica
- Federació andorrana d'hípica
- Federació andorrana de judo ju-jitsu
- Federació andorrana de natació
- Federació andorrana de rugbi
- Federació andorrana de taekwondo
- Federació andorrana de tennis
- Federació andorrana de tennis taula
- Federació andorrana de tir
- Federació andorrana de vela
- Federació andorrana de voleibol

### Federacions no olímpiques
- Automòbil Club
- Federació andorrana de karate
- Federació andorrana motociclista
- Federació andorrana de muntanyisme
- Federació andorrana de patinatge
- Federació andorrana de petanca
- Federació andorrana d'escacs
- Special Olympics

Andorra també forma part dels Jocs del Mediterrani i dels Jocs dels Petits Estats d'Europa, (JPEE).